# Виноградовське сільське поселення
Виногра́довське сільське поселення (рос. Виноградовское сельское поселение) — сільське поселення у складі Вяземського району Хабаровського краю Росії.
Адміністративний центр — село Виноградовка.

## Населення
Населення сільського поселення становить 209 осіб (2019; 249 у 2010, 298 у 2002).

## Склад
До складу сільського поселення входять:
| Населений пункт    | Населення, осіб (2002) | Населення, осіб (2010) |
| ------------------ | ---------------------- | ---------------------- |
| Виноградовка, село | 242                    | 198                    |
| Котиково, селище   | 56                     | 51                     |